# Pteropus pilosus
La volpe volante maggiore di Belau (Pteropus pilosus Andersen, 1908) è un pipistrello appartenente alla famiglia degli Pteropodidi, vissuto in epoca storica sull'Isola di Belau, nella Micronesia.

## Descrizione

### Dimensioni
Pipistrello di grandi dimensioni, con lunghezza dell'avambraccio di circa 151,5mm, la lunghezza del piede di 46,5 mm e la lunghezza delle orecchie di 25,5 mm.

### Aspetto
La pelliccia è moderatamente lunga. Le parti dorsali sono marroni scure, cosparse di lunghi peli argentati e con le spalle fulve, mentre le parti ventrali sono più chiare. Il muso è lungo ed affusolato, gli occhi sono grandi. Le orecchie sono piccole, arrotondate e parzialmente nascoste nella pelliccia. La tibia è ricoperta di peli. Le membrane alari sono attaccate lungo i fianchi del corpo. È privo di coda, mentre l'uropatagio è ridotto ad una sottile membrana lungo la parte interna degli arti inferiori.

## Distribuzione e habitat
La specie è vissuta in epoca storica sull'Isola di Belau, nella Micronesia. Nessun individuo è stato più catturato dal 1874. Sono conservati soltanto due esemplari nelle collezioni del Natural History Museum di Londra e il Naturalis di Leida, Paesi Bassi.

## Tassonomia
In accordo alla suddivisione del genere Pteropus effettuata da Andersen, P. pilosus è stato inserito nello  P. pselaphon species Group, insieme a P. pselaphon stesso, P. insularis, P. nitendiensis, P. tuberculatus, P. vetulus, P. fundatus, P. tokudae  e P. allenorum. Tale appartenenza si basa sulle caratteristiche di avere un rostro del cranio accorciato, sulla presenza di un ripiano basale nei premolari e sulla presenza di una cuspide aggiuntiva nei canini superiori.

## Conservazione
La IUCN Red List, considerato che nessuna specie è stata più catturata e/o osservata dal 1874, classifica P. pilosus come specie estinta (EX).

La CITES ha inserito questa specie nell'appendice I.